# Vélodrome de Montréal
 (avril 2025).
Le vélodrome de Montréal est un des bâtiments du complexe Olympique de Montréal, construit en vue des Jeux olympiques d'été de 1976. La conception est menée par l'Agence Roger Taillibert, architecte situé à Paris.
Les compétitions de cyclisme sur piste et de judo s'y sont déroulées durant les Jeux olympiques. Piste en bois de rose, à l'époque il s’agit de la seule piste couverte en Amérique du Nord. Les pistes de vélodrome ont une distance habituelle de 333 mètres, mais celle de Montréal ne faisait que 285,714 mètres. Elle est composée des trois plateaux standard, soit le plat (vert), la côte d'Azur (bleu) et la piste incliné à 48' dans sa partie la plus inclinée.
René Cyr fut le directeur du vélodrome olympique de 1976 à 1982.
Dans les années 1980, le vélodrome est vite délaissé, malgré des tentatives de la Fédération québécoise des sports cyclistes d'utiliser la piste grâce à différents événements. Les dernières compétition d'importance ont lieu entre 1985 et 1988, avec les Dimanches cycliste (provincial) comprenant des épreuves de sprint, kilomètre, keirin et relais à l'américaine ; et le Championnat Canadian Tires (international). 
Puis, la piste est démolie, en 1989, comme le montrent des reportages de l’époque, pour faire place à de nouvelles activités. 
Par la suite, le vélodrome perd sa vocation et devient alors le biodôme de Montréal, qui a officiellement ouvert ses portes le 19 juin 1992.